# Turnersee
Turnersee är en sjö i Österrike.   Den ligger i förbundslandet Kärnten, i den sydöstra delen av landet, 230 km sydväst om huvudstaden Wien. Turnersee ligger 477 meter över havet.
I omgivningarna runt Turnersee växer i huvudsak blandskog. Runt Turnersee är det ganska glesbefolkat, med 47 invånare per kvadratkilometer.